# Zinaida Konopljannikova
Zinaida Vasiljevna Konopljannikova (Russisch: Зинаида Васильевна Коноплянниковa) (Sint-Petersburg, 14 november 1878 – Sjlisselburg, 29 augustus 1906) was een Russisch anarchistisch revolutionair.

## Biografie
Zinaida Konopljannikova werd geboren als de dochter van een lagere officier uit het leger en een boerenvrouw. Op achttienjarige leeftijd ging ze studeren aan de onderwijsacademie en behaalde aldaar haar diploma om les te mogen geven. Konopljannikova ging werken in Lijfland en aldaar ontdekte ze onder welke erbarmelijke omstandigheden de plaatselijke bevolking leefde. Ze uitte een aantal keer haar onvrede over het beleid van russificatie dat in het gebied plaatsvond en werd vanwege vanwege deze kritiek overgeplaatst naar een dorp in de buurt van Sint-Petersburg.
Ook in haar nieuwe standplaats bleef Konopljannikova zich vereenzelvigen met de onderdrukte bevolking en sprak ze zich daarover regelmatig uit. Ze sloot zich aan bij de Partij van de Sociaal-Revolutionairen. Vanwege haar radicale ideeën zetten de autoriteiten haar enkele malen vast en uiteindelijk besloot ze een daad te stellen. Op 13 augustus 1906 vermoordde ze de Russische generaal Georgi Min, die een belangrijk aandeel had in de slachtingen die tijdens de Revolutie van 1905 plaatsvonden.
Ze werd op de plaats delict opgepakt en vervolgens vastgezet in de Petrus-en-Paulusvesting. Twee weken later moest ze voor de rechter verschijnen. In haar verklaring voor de rechtszaak sprak Konopljannikova de hoop uit dat de tronen omver geworpen zouden worden. De rechtbank veroordeelde haar tot de strop. Bij haar executie trok Konopljannikova zelf de strop om haar nek en trapte ze ook de stoel onder haar voeten weg.